# Bąbel Loop I

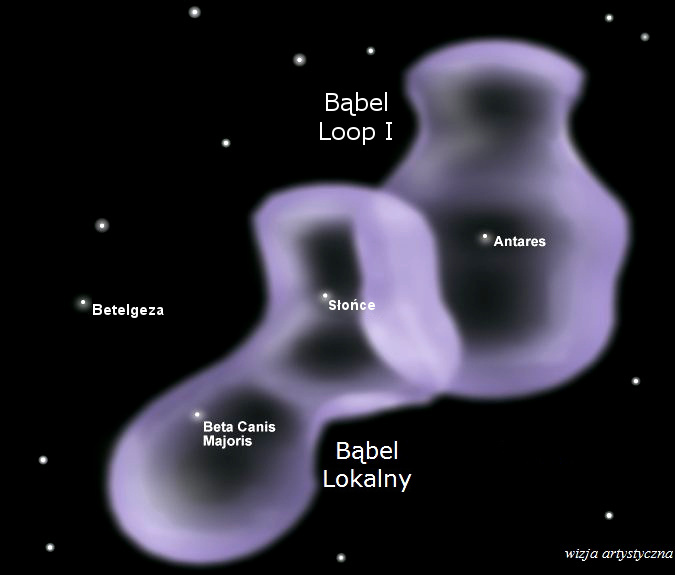
Artystyczna wizja Bąbla Lokalnego (zawierającego Słońce i gwiazdę Murzim) oraz bąbla Loop I (zawierającego Antares)

Bąbel Loop I – obszar przestrzeni kosmicznej o małej gęstości materii międzygwiazdowej, wewnątrz Ramienia Oriona Drogi Mlecznej, wypełniony gorącym, zjonizowanym gazem. Patrząc z pozycji Słońca bąbel jest położony w kierunku centrum Galaktyki i połączony z Bąblem Lokalnym dwoma wyraźnymi tunelami. Bąbel Loop I jest superbąblem.
Bąbel Loop I znajduje się powyżej płaszczyzny Galaktyki, w odległości około 100 parseków od Słońca. W pobliżu tego bąbla odkryto inne, rozszerzające się bąble, nazwane Loop II i Loop III. Bąbel Loop I powstał w wyniku działalności wiatrów gwiazdowych i wybuchów supernowych w asocjacji Scorpiona–Centaura, około 500 lat świetlnych od Słońca. Bąbel Loop I zawiera gwiazdę Antares (alpha Scorpii). Kilka tuneli łączy wnęki Bąbla Lokalnego z bąblem Loop I (tzw. „Tunele Wilka”).